# Vezot
Vezot est une commune française, située dans le département de la Sarthe en région Pays de la Loire, peuplée de 77 habitants.
La commune fait partie de la province historique du Maine, et se situe dans le Saosnois.

## Géographie
Le ruisseau de l'Étang (la Saosnette) prend sa source dans le bas du bourg avant de se diriger vers Panon et Saosnes.

### Communes limitrophes
|                   | Villaines-la-Carelle |              |
| Saint-Rémy-du-Val | Vezot                | Saint-Longis |
|                   | Saosnes, Panon       |              |

### Climat
Pour des articles plus généraux, voir Climat des Pays de la Loire et Climat de la Sarthe.
En 2010, le climat de la commune est de type climat océanique dégradé des plaines du Centre et du Nord, selon une étude du CNRS s'appuyant sur une série de données couvrant la période 1971-2000. En 2020, Météo-France publie une typologie des climats de la France métropolitaine dans laquelle la commune est exposée à un climat océanique altéré et est dans la région climatique  Normandie (Cotentin, Orne), caractérisée par une pluviométrie relativement élevée (850 mm/a) et un été frais (15,5 °C) et venté. 
Pour la période 1971-2000, la température annuelle moyenne est de 10,9 °C, avec une amplitude thermique annuelle de 14,3 °C. Le cumul annuel moyen de précipitations est de 737 mm, avec 12,1 jours de précipitations en janvier et 7,5 jours en juillet. Pour la période 1991-2020, la température moyenne annuelle observée sur la station météorologique de Météo-France la plus proche, « Commerveil_sapc », sur la commune de Commerveil à 6 km à vol d'oiseau, est de 11,9 °C et le cumul annuel moyen de précipitations est de 712,2 mm,. Pour l'avenir, les paramètres climatiques de la commune estimés pour 2050 selon différents scénarios d'émission de gaz à effet de serre sont consultables sur un site dédié publié par Météo-France en novembre 2022.

## Urbanisme

### Typologie
Au 1er janvier 2024, Vezot est catégorisée commune rurale à habitat dispersé, selon la nouvelle grille communale de densité à sept niveaux définie par l'Insee en 2022.
Elle est située hors unité urbaine. Par ailleurs la commune fait partie de l'aire d'attraction d'Alençon, dont elle est une commune de la couronne,. Cette aire, qui regroupe 89 communes, est catégorisée dans les aires de 50 000 à moins de 200 000 habitants,.

### Occupation des sols
L'occupation des sols de la commune, telle qu'elle ressort de la base de données européenne d’occupation biophysique des sols Corine Land Cover (CLC), est marquée par l'importance des territoires agricoles (100 % en 2018), une proportion identique à celle de 1990 (100 %). La répartition détaillée en 2018 est la suivante : 
terres arables (90,2 %), zones agricoles hétérogènes (9,8 %). L'évolution de l’occupation des sols de la commune et de ses infrastructures peut être observée sur les différentes représentations cartographiques du territoire : la carte de Cassini (XVIIIe siècle), la carte d'état-major (1820-1866) et les cartes ou photos aériennes de l'IGN pour la période actuelle (1950 à aujourd'hui).

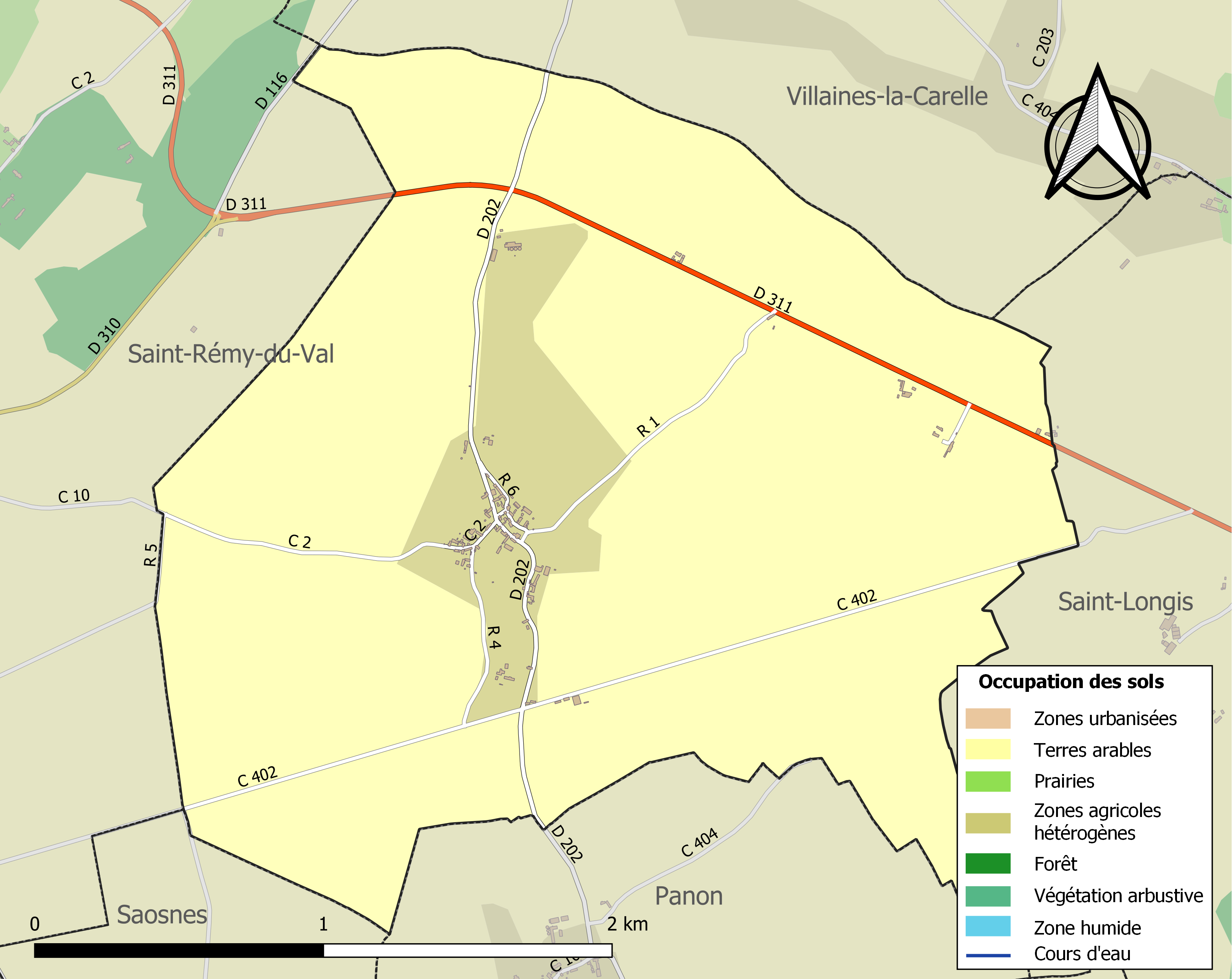
Carte des infrastructures et de l'occupation des sols de la commune en 2018 (CLC).

## Toponymie
D’après Taverdet, son ancien toponyme s’écrivait Vezoth en 1076. Il s’agit probablement d’altération de vicittus, diminutif du terme latin vicus qui désigne un village.
Les gens du cru qui parlent le sarthois élident le e et prononcent V'zot en un seul souffle.

## Histoire
Vezot était autrefois le point de passage entre les principales communes du Saosnois (Saint-Rémy-du-Val et Mamers).
Une ancienne voie romaine passe sur le territoire de la commune.
L'histoire de la commune est directement liée à la seigneurie de Vezot.
Les traces écrites les plus anciennes font mention des seigneurs de Vezot dès le XIe siècle et ce, jusqu'au XVIIIe.
Un étang était autrefois présent dans la vallée située dans le bas du bourg. Les seules traces encore existantes sont les noms des lieux-dits.

## Héraldique
| Blason de Vezot | Blason  | D'argent aux trois fermaux de gueules; à la bordure de même chargée d'une chaîne d'or. |
| Blason de Vezot | Détails | Les fermaux de gueules figurent sur celui retrouvé dans l'église et dont on ignore seigneur à qui il appartenait, les chaînes sont les attributs de saint Denis, le saint patron de la paroisse, la bordure de gueules vient du blason de la Sarthe (et du Maine). Création Jean-François Binon. Adopté le 21 février 2022. Le statut officiel du blason reste à déterminer. |

## Politique et administration
| Période                                  | Période   | Identité              | Étiquette | Qualité               |
| ---------------------------------------- | --------- | --------------------- | --------- | --------------------- |
| (avant 1995)                             | mars 2008 | Marcel Chanroux       | DVD       |                       |
| mars 2008                                | mars 2014 | Liliane Méry-Chanroux | SE        | Professeur des écoles |
| mars 2014                                | En cours  | Didier Cornueil       | SE        | Agent d'entretien     |
| Les données manquantes sont à compléter. |           |                       |           |                       |

## Démographie
L'évolution du nombre d'habitants est connue à travers les recensements de la population effectués dans la commune depuis 1793. Pour les communes de moins de 10 000 habitants, une enquête de recensement portant sur toute la population est réalisée tous les cinq ans, les populations de référence des années intermédiaires étant quant à elles estimées par interpolation ou extrapolation. Pour la commune, le premier recensement exhaustif entrant dans le cadre du nouveau dispositif a été réalisé en 2006.
En 2022, la commune comptait 77 habitants, en évolution de +2,67 % par rapport à 2016 (Sarthe : −0,25 %, France hors Mayotte : +2,11 %).
| 1793 | 1800 | 1806 | 1821 | 1831 | 1836 | 1841 | 1846 | 1851 |
| ---- | ---- | ---- | ---- | ---- | ---- | ---- | ---- | ---- |
| 201  | 181  | 188  | 185  | 218  | 219  | 228  | 228  | 208  |

| 1856 | 1861 | 1866 | 1872 | 1876 | 1881 | 1886 | 1891 | 1896 |
| ---- | ---- | ---- | ---- | ---- | ---- | ---- | ---- | ---- |
| 204  | 210  | 189  | 182  | 195  | 205  | 180  | 174  | 153  |

| 1901 | 1906 | 1911 | 1921 | 1926 | 1931 | 1936 | 1946 | 1954 |
| ---- | ---- | ---- | ---- | ---- | ---- | ---- | ---- | ---- |
| 172  | 162  | 158  | 144  | 153  | 150  | 149  | 162  | 140  |

| 1962 | 1968 | 1975 | 1982 | 1990 | 1999 | 2006 | 2011 | 2016 |
| ---- | ---- | ---- | ---- | ---- | ---- | ---- | ---- | ---- |
| 160  | 138  | 89   | 78   | 76   | 69   | 66   | 64   | 75   |

| 2021 | 2022 | - | - | - | - | - | - | - |
| ---- | ---- | - | - | - | - | - | - | - |
| 77   | 77   | - | - | - | - | - | - | - |

## Lieux et monuments

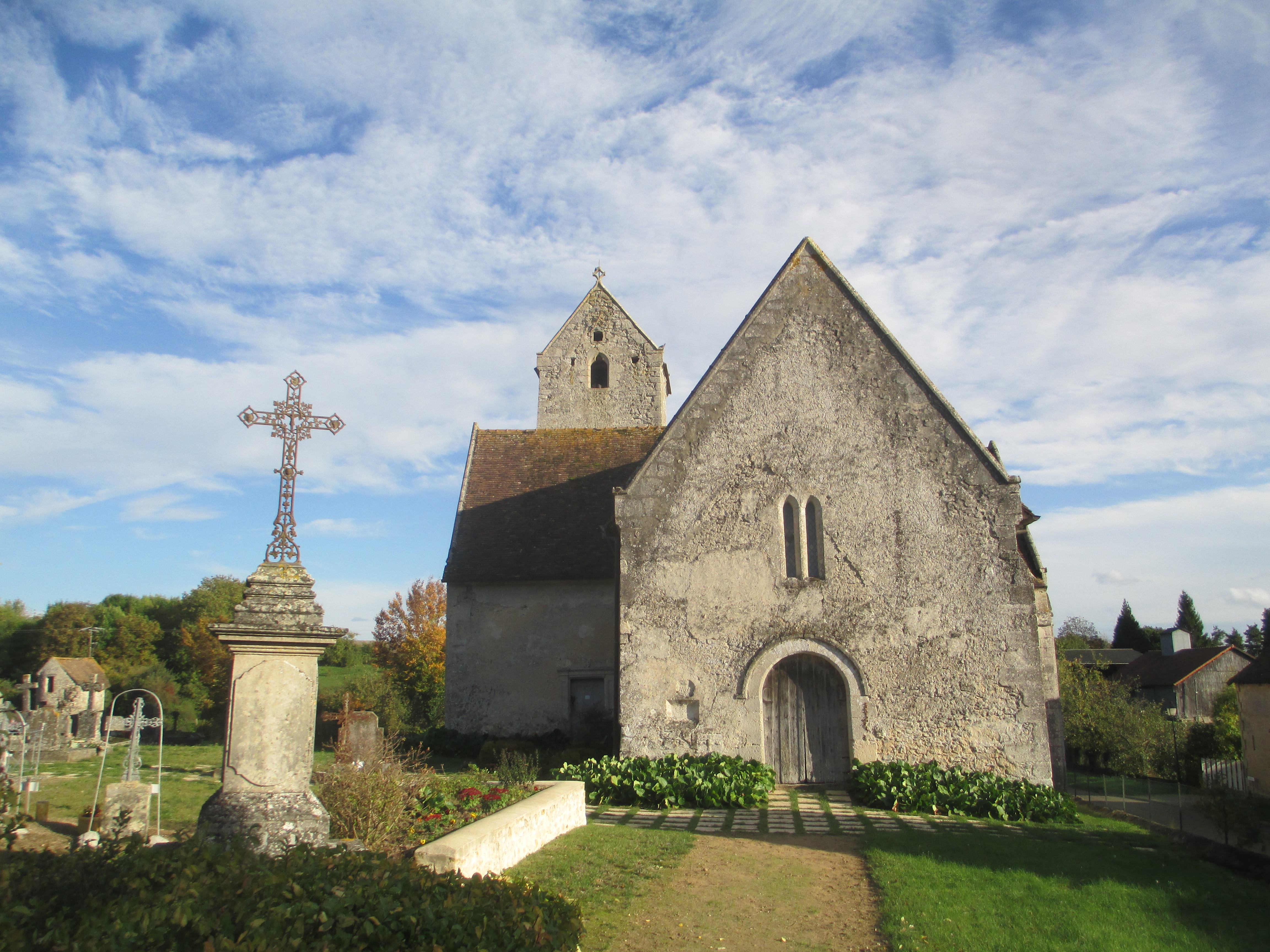
L'église Saint-Denis de Vezot avec son clocher en bâtière.

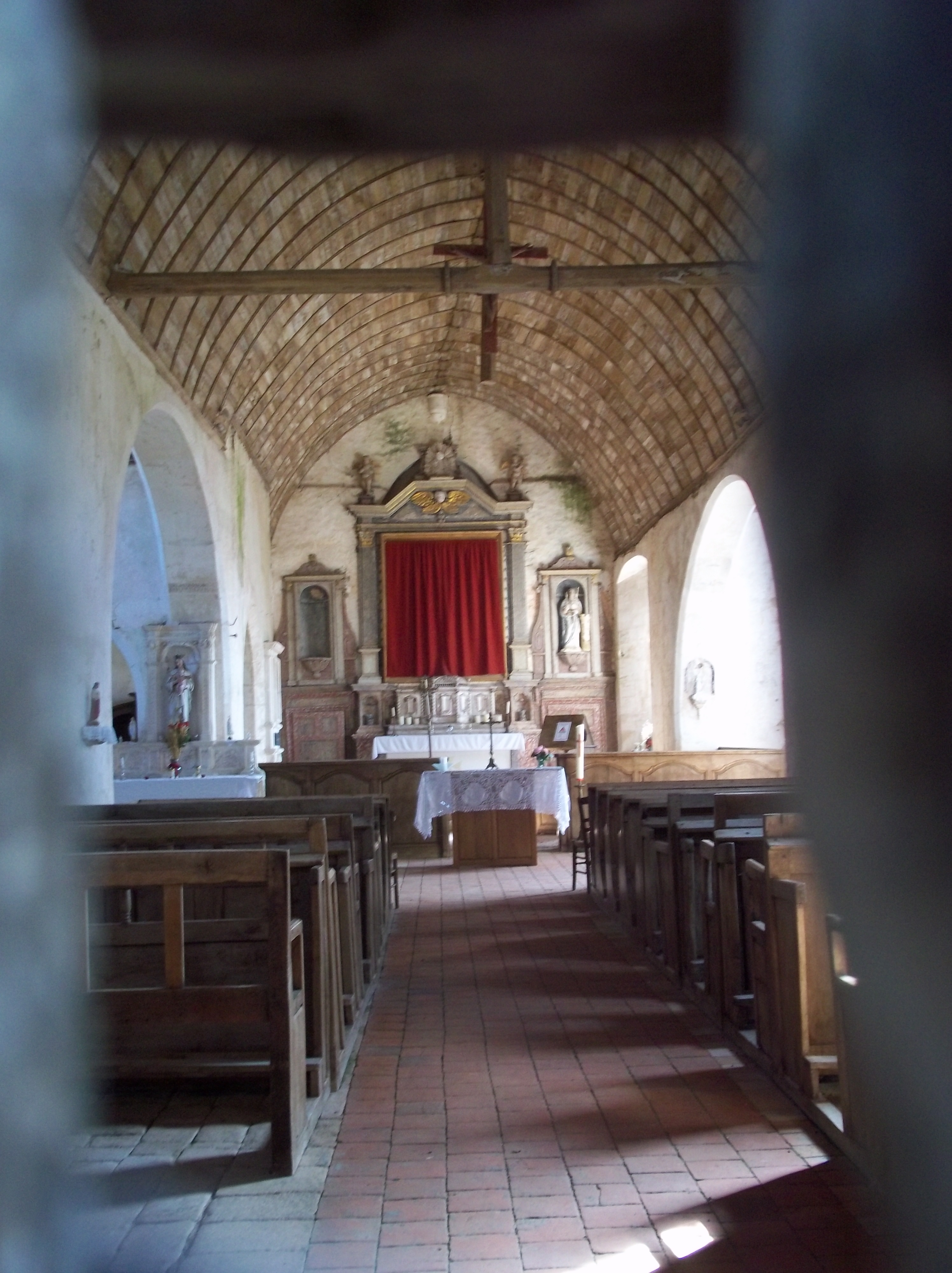
Vezot

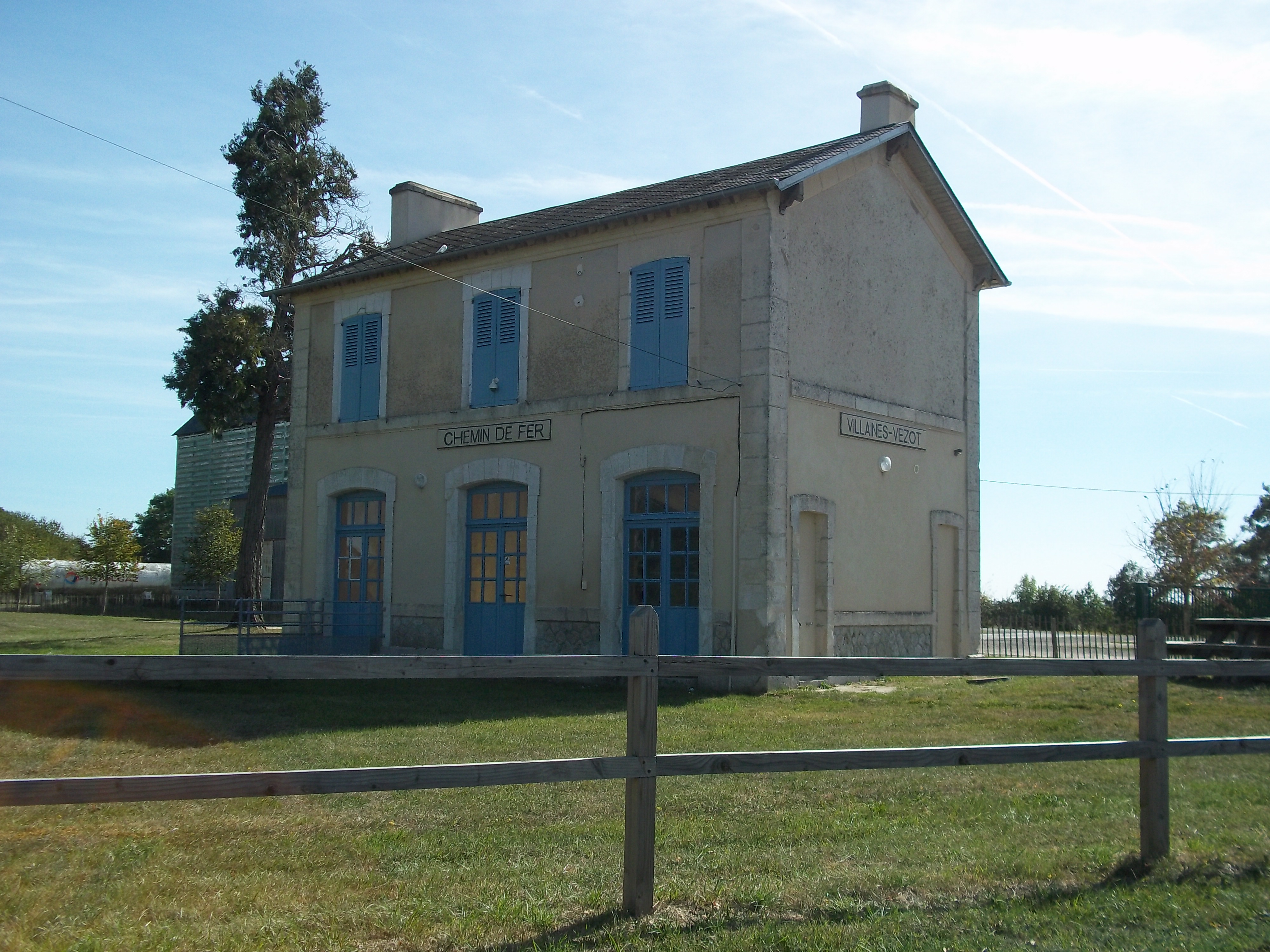
La gare de Vezot.

- Vestige de l'ancien château féodal de la Cour : imposante grange seigneuriale (souvent qualifiée à tort de grange dîmeresse ) du XIIIe siècle ayant une remarquable charpente, ancienne tour portail, mur d'enceinte, tours d'enceinte.
- Église Saint-Denis des XIe, XVe et XVIe siècles. Trois superbes retables en pierre ornent les chapelles nord et sud. Celui de la chapelle nord dépeint la décollation de Saint-Jean-Baptiste. Des peintures murales monumentales du XIIe et du XVIe décorent cet édifice : apôtres, martyr nimbé, saint Mammès, saint Pierre, saint Paul, saint Simon, saint Jude, saint André, sainte Marguerite, saint Georges, sainte Barbe, abbé nimbé, saint Blaise, etc.
- La gare de l'ancienne ligne de chemin de fer  Mamers - La Hutte (fin XIXe siècle).
- La voie verte du Saosnois (chemin de randonnée) est aménagée sur le tracé de l'ancienne ligne de chemin de fer.
- Lavoir.

## Activité et manifestations
- Fête patronale le dimanche qui précède le jour de la Saint-Jean-Baptiste (24 juin).